# Nannoperca obscura
Nannoperca obscura är en fiskart som först beskrevs av Carl Benjamin Klunzinger 1872.  Nannoperca obscura ingår i släktet Nannoperca och familjen Percichthyidae. IUCN kategoriserar arten globalt som sårbar. Inga underarter finns listade i Catalogue of Life.